# Општина Окотлан (Халиско)
Окотлан (шп. Ocotlán) општина је у Мексику у савезној држави Халиско. Општина се налази на надморској висини од 1530 м.

## Становништво
Према подацима из 2010. у општини је живело 92967 становника.

### Хронологија
| Година       | 2000                  | 2005                  | 2010                  |
| ------------ | --------------------- | --------------------- | --------------------- |
| Становништво | 84200 (40949 / 43251) | 89340 (43477 / 45863) | 92967 (45453 / 47514) |

### Попис
| \| \| м \| \| \| ж \| \| 0—2 \| 2.651 \| \| \| 2.477 \| \| 3—5 \| 2.812 \| \| \| 2.775 \| \| 6—11 \| 5.789 \| \| \| 5.569 \| \| 12—14 \| 2.778 \| \| \| 2.662 \| \| 15—17 \| 2.812 \| \| \| 2.819 \| \| 18—24 \| 5.840 \| \| \| 6.074 \| \| 60+ \| 4.098 \| \| \| 4.503 \| \| Просек : \| 28,5 \| \| \| 29,6 \| |       |  |  |       |
| |       |  |  |       |
| | м     |  |  | ж     |
| 0—2 | 2.651 |  |  | 2.477 |
| 3—5 | 2.812 |  |  | 2.775 |
| 6—11 | 5.789 |  |  | 5.569 |
| 12—14 | 2.778 |  |  | 2.662 |
| 15—17 | 2.812 |  |  | 2.819 |
| 18—24 | 5.840 |  |  | 6.074 |
| 60+ | 4.098 |  |  | 4.503 |
| Просек : | 28,5  |  |  | 29,6  |

| #   | Индикатор                                                                                        | Вредност |
| --- | ------------------------------------------------------------------------------------------------ | -------- |
| 1   | Становништво од 0 до 2 године                                                                    | 5128     |
| 2   | Мушко становништво од 0 до 2 године                                                              | 2651     |
| 3   | Женско становништво од 0 до 2 године                                                             | 2477     |
| 4   | Становништво са 3 и више година                                                                  | 87413    |
| 5   | Мушко становништво са 3 и више година                                                            | 42591    |
| 6   | Женско становништво са 3 и више година                                                           | 44822    |
| 7   | Становништво са 5 и више година                                                                  | 83688    |
| 8   | Мушко становништво са 5 и више година                                                            | 40717    |
| 9   | Женско становништво са 5 и више година                                                           | 42971    |
| 10  | Становништво са 12 и више година                                                                 | 70468    |
| 11  | Мушко становништво са 12 и више година                                                           | 33990    |
| 12  | Женско становништво са 12 и више година                                                          | 36478    |
| 13  | Становништво са 15 и више година                                                                 | 65028    |
| 14  | Мушко становништво са 15 и више година                                                           | 31212    |
| 15  | Женско становништво са 15 и више година                                                          | 33816    |
| 16  | Становништво са 18 и више година                                                                 | 59397    |
| 17  | Мушко становништво са 18 и више година                                                           | 28400    |
| 18  | Женско становништво са 18 и више година                                                          | 30997    |
| 19  | Становништво од 3 до 5 година                                                                    | 5587     |
| 20  | Мушко становништво од 3 до 5 година                                                              | 2812     |
| 21  | Женско становништво од 3 до 5 година                                                             | 2775     |
| 22  | Становништво од 6 до 11 година                                                                   | 11358    |
| 23  | Мушко становништво од 6 до 11 година                                                             | 5789     |
| 24  | Женско становништво од 6 до 11 година                                                            | 5569     |
| 25  | Становништво од 8 до 14 година                                                                   | 13114    |
| 26  | Мушко становништво од 8 до 14 година                                                             | 6712     |
| 27  | Женско становништво од 8 до 14 година                                                            | 6402     |
| 28  | Становништво од 12 до 14 година                                                                  | 5440     |
| 29  | Мушко становништво од 12 до 14 година                                                            | 2778     |
| 30  | Женско становништво од 12 до 14 година                                                           | 2662     |
| 31  | Становништво од 15 до 17 година                                                                  | 5631     |
| 32  | Мушко становништво од 15 до 17 година                                                            | 2812     |
| 33  | Женско становништво од 15 до 17 година                                                           | 2819     |
| 34  | Становништво од 18 до 24 године                                                                  | 11914    |
| 35  | Мушко становништво од 18 до 24 године                                                            | 5840     |
| 36  | Женско становништво од 18 до 24 године                                                           | 6074     |
| 37  | Женско становништво од 15 до 49 година                                                           | 25128    |
| 38  | Становништво са 60 и више година                                                                 | 8601     |
| 39  | Мушко становништво са 60 и више година                                                           | 4098     |
| 40  | Женско становништво са 60 и више година                                                          | 4503     |
| 41  | Однос између мушкараца и жена                                                                    | 95.66    |
| 42  | Становништво од нуле до 14 година                                                                | 27513    |
| 43  | Становништво од 15 до 64 године                                                                  | 59256    |
| 44  | Становништво од 65 година и више                                                                 | 5772     |
| 45  | Просечан број деце                                                                               | 2.4      |
| 46  | Становништво рођено у ентитету                                                                   | 84015    |
| 47  | Мушко становништво рођено у ентитету                                                             | 40973    |
| 48  | Женско становништво рођено у ентитету                                                            | 43042    |
| 49  | Становништво рођено у другом ентитету                                                            | 7669     |
| 50  | Мушко становништво рођено у другом ентитету                                                      | 3816     |
| 51  | Женско становништво рођено у другом ентитету                                                     | 3853     |
| 52  | Становништво од 5 година и више резидентно у ентитету у јуну 2005. године                        | 80881    |
| 53  | Мушко становништво старосног доба од 5 година и више, резидентно у ентитету у јуну 2005. године  | 39136    |
| 54  | Женско становништво старосног доба од 5 и више година, резидентно у ентитету у јуну 2005. године | 41745    |
| 55  | Становништво од 5 година и више које је живело у другом ентитету у јуну 2005. године             | 1305     |
| 56  | Мушко становништво старије од 5 година које је живело у другом ентитету у јуну 2005. године      | 668      |
| 57  | Женско становништво старије од 5 година које је живело у другом ентитету у јуну 2005. године     | 637      |
| 58  | Становништво од 3 године и више које говори аутохтони језик                                      | 199      |
| 59  | Мушко становништво старо 3 године и више које говори аутохтони језик                             | 104      |
| 60  | Женско становништво старо 3 године и више које говори аутохтони језик                            | 95       |
| 61  | Становништво од 3 године и више које говори аутохтони језик и не говори шпански језик            | 1        |
| 62  | Мушко становништво старо 3 године и више које говори аутохтони језик и не говори шпански         | 0        |
| 63  | Женско становништво старо 3 године и више које говори аутохтони језик и не говори шпански језик  | 1        |
| 64  | Становништво старо 3 године и више које говори аутохтони језик и шпански                         | 102      |
| 65  | Мушко становништво старо 3 године и више које говори аутохтони језик и шпански                   | 57       |
| 66  | Женско становништво старо 3 године и више које говори аутохтони језик и шпански                  | 45       |
| 67  | Становништво од 5 година и више које говори аутохтони језик                                      | 195      |
| 68  | Становништво од 5 година и више које говори аутохтони језик и не говори шпански језик            | 1        |
| 69  | Становништво од 5 година и више које говори аутохтони језик и говори шпански језик               | 101      |
| 70  | Становништво у домородачким домаћинствима                                                        | 482      |
| 71  | Становништво са ограничењима у активностима                                                      | 3714     |
| 72  | Становништво са ограниченим ходањем или кретањем, горе или доле                                  | 2084     |
| 73  | Становници са ограничењима вида, чак и уз кориштење сочива                                       | 889      |
| 74  | Становништво са ограничењима говора, комуникације или конверзације                               | 333      |
| 75  | Становништво са ограниченим слухом                                                               | 382      |
| 76  | Становништво са ограничењима при одевању, купању или јелу                                        | 188      |
| 77  | Становништво са ограничењима у опажању или учењу једноставних ствари                             | 203      |
| 78  | Становништво са менталним ограничењима                                                           | 438      |
| 79  | Становништво без ограничења активности                                                           | 88568    |
| 80  | Становништво од 3 до 5 година које не похађа школу                                               | 2759     |
| 81  | Мушко становништво од 3 до 5 година које не похађа школу                                         | 1421     |
| 82  | Женско становништво од 3 до 5 година које не похађа школу                                        | 1338     |
| 83  | Становништво од 6 до 11 година које не похађа школу                                              | 411      |
| 84  | Мушко становништво од 6 до 11 година које не похађа школу                                        | 224      |
| 85  | Женско становништво од 6 до 11 година које не похађа школу                                       | 187      |
| 86  | Становништво од 12 до 14 година које не похађа школу                                             | 679      |
| 87  | Мушко становништво од 12 до 14 година које не похађа школу                                       | 373      |
| 88  | Женско становништво од 12 до 14 година које не похађа школу                                      | 306      |
| 89  | Становништво од 15 до 17 година похађа школу                                                     | 3415     |
| 90  | Мушко становништво од 15 до 17 година похађа школу                                               | 1646     |
| 91  | Женско становништво између 15 и 17 година живота у школи                                         | 1769     |
| 92  | Становништво од 18 до 24 године похађа школу                                                     | 3432     |
| 93  | Мушко становништво од 18 до 24 године похађа школу                                               | 1741     |
| 94  | Женско становништво од 18 до 24 године похађа школу                                              | 1691     |
| 95  | Становништво од 8 до 14 година које не може да чита и пише                                       | 369      |
| 96  | Мушко становништво старосног доба од 8 до 14 година које не може да чита и пише                  | 222      |
| 97  | Женско становништво старосног доби од 8 до 14 година које не може да чита и пише                 | 147      |
| 98  | Становништво од 15 година и више које је неписмено                                               | 3270     |
| 99  | Мушко становништво од 15 година и више које је неписмено                                         | 1435     |
| 100 | Женско становништво од 15 година и више које је неписмено                                        | 1835     |
| 101 | Становништво старо 15 и више година без школовања                                                | 3749     |
| 102 | Мушко становништво старо 15 и више година без школовања                                          | 1764     |
| 103 | Женско становништво старо 15 и више година без школовања                                         | 1985     |
| 104 | Становништво старосног доба 15 и више година са непотпуним основним образовањем                  | 9065     |
| 105 | Мушко становништво старосног доба од 15 година и више са непотпуном основним образовањем         | 4093     |
| 106 | Женско становништво старосног доба 15 и више година са непотпуном основним образовањем           | 4972     |
| 107 | Становништво старо 15 и више година са комплетним основним образовањем                           | 12564    |
| 108 | Мушко становништво старо 15 година и више са комплетним основним образовањем                     | 6062     |
| 109 | Женско становништво старо 15 и више година са комплетним основним образовањем                    | 6502     |
| 110 | Становништво старосног доба 15 и више година са непотпуним средњим образовањем                   | 4486     |
| 111 | Мушко становништво старосног доба од 15 година и више са непотпуним средњим образовањем          | 2536     |
| 112 | Женско становништво старосног доба од 15 година и више са непотпуним средњим образовањем         | 1950     |
| 113 | Становништво старо 15 и више година са пуним секундарном образовањем                             | 13454    |
| 114 | Мушко становништво старосног доба од 15 година и више са пуним секундарном образовањем           | 6356     |
| 115 | Женско становништво старосног доба од 15 година и више са пуним секундарном образовањем          | 7098     |
| 116 | Становништво старије од 18 година са постосновним образовањем                                    | 19550    |
| 117 | Мушко становништво старије од 18 година са постосновним образовањем                              | 9564     |
| 118 | Женско становништво старије од 18 година са постосновним образовањем                             | 9986     |
| 119 | Просечна оцена школовања                                                                         | 8.42     |
| 120 | Просечан ниво образовања мушке популације                                                        | 8.51     |
| 121 | Просечан ниво образовања женског становништва                                                    | 8.33     |
| 122 | Економски активно становништво                                                                   | 37321    |
| 123 | Економски активна мушка популација                                                               | 24731    |
| 124 | Економски активна женска популација                                                              | 12590    |
| 125 | Становништво које није економски активно                                                         | 32838    |
| 126 | Мушко становништво које није економски активно                                                   | 9067     |
| 127 | Женско становништво које није економски активно                                                  | 23771    |
| 128 | Запослено становништво                                                                           | 35724    |
| 129 | Запослено мушко становништво                                                                     | 23477    |
| 130 | Запослено женско становништво                                                                    | 12247    |
| 131 | Незапослена популација                                                                           | 1597     |
| 132 | Незапослена мушка популација                                                                     | 1254     |
| 133 | Незапослена женска популација                                                                    | 343      |
| 134 | Становништво без права на здравствене услуге                                                     | 28094    |
| 135 | Становништво које има право на здравствене услуге                                                | 64106    |
| 136 | Становништво које има право на ИМСС                                                              | 51280    |
| 137 | Становништво које има право на социјално осигурање                                               | 2567     |
| 138 | Становништво које има право на државно социјално осигурање                                       | 113      |
| 139 | Становништво које има право на опште осигурање или здравствено осигурање за нову генерацију      | 9383     |
| 140 | Становништво које је било једном или није било у браку током 12 година и више                    | 24010    |
| 141 | Венчано или уједињено становништво од 12 година и више                                           | 40126    |
| 142 | Становништво које је било у браку или уједињено 12 година и више                                 | 6201     |
| 143 | Становништво са католичком религијом                                                             | 88169    |
| 144 | Протестанти, еванђелисти и библијски следбеници различити од еванђелиста                         | 3087     |
| 145 | Становништво са другим религијама различитим од претходних                                       | 24       |
| 146 | Становништво без религије                                                                        | 1045     |
| 147 | Укупно пописаних домаћинства                                                                     | 22983    |
| 148 | Пописна домаћинства на челу са мушкарцима                                                        | 17931    |
| 149 | Пописна домаћинства на челу са женама                                                            | 5052     |
| 150 | Становништво у пописним домаћинствима                                                            | 92457    |
| 151 | Становништво у пописним домаћинствима на челу са мушкарцима                                      | 75155    |
| 152 | Становништво у пописним домаћинствима на челу са женама                                          | 17302    |
| 153 | Укупно домаћинстава                                                                              | 28915    |
| 154 | Укупно насељених домаћинстава                                                                    | 23118    |
| 155 | Укупно приватних кућа                                                                            | 28780    |
| 156 | Насељени приватни домови                                                                         | 22983    |
| 157 | Укупно насељених приватних кућа                                                                  | 23111    |
| 158 | Ненасељене приватне куће                                                                         | 3126     |
| 159 | Појединачна домаћинства за привремену употребу                                                   | 2671     |
| 160 | Становници у насељеним приватним кућама                                                          | 92457    |
| 161 | Насељеност станара у приватним становима                                                         | 4.02     |
| 162 | Просечно становника по соби у приватним насељеним домаћинствима                                  | 1.03     |
| 163 | Појединачна домаћинства са подовима од различитих материјала од земље                            | 22494    |
| 164 | Појединачна домаћинства у приземљу                                                               | 420      |
| 165 | Појединачна домаћинства са једном спаваћом собом                                                 | 6480     |
| 166 | Појединачна домаћинства са две спаваће собе и више                                               | 16460    |
| 167 | Појединачна домаћинства са једним собом                                                          | 763      |
| 168 | Појединачна домаћинства са две собе                                                              | 3023     |
| 169 | Појединачна домаћинства са 3 собе и више                                                         | 19142    |
| 170 | Појединачна домаћинства која имају електрично светло                                             | 22837    |
| 171 | Појединачна домаћинства која немају електрично светло                                            | 113      |
| 172 | Појединачна домаћинства која имају водоводну воду у стамбеном простору                           | 20727    |
| 173 | Појединачна домаћинства која немају водоводну воду у стамбеном простору                          | 2199     |
| 174 | Појединачна домаћинства која имају тоалет                                                        | 22649    |
| 175 | Појединачна домаћинства која имају канализацију                                                  | 22558    |
| 176 | Појединачна домаћинства која немају канализацију                                                 | 352      |
| 177 | Појединачна домаћинства која имају електрично светло, довод воде из јавне мреже и канализацију   | 20557    |
| 178 | Појединачна домаћинства без икаквих услова                                                       | 84       |
| 179 | Појединачна домаћинства која имају радио                                                         | 19612    |
| 180 | Појединачна домаћинства која имају телевизор                                                     | 22523    |
| 181 | Појединачна домаћинства која имају фрижидер                                                      | 21419    |
| 182 | Појединачна домаћинства која имају машину за веш                                                 | 18768    |
| 183 | Појединачна домаћинства која имају аутомобил или комби                                           | 12990    |
| 184 | Појединачна домаћинства која имају рачунар                                                       | 7199     |
| 185 | Појединачна домаћинства која имају фиксну телефонску линију                                      | 11059    |
| 186 | Појединачна домаћинства која имају мобилни телефон                                               | 16901    |
| 187 | Појединачна домаћинства која имају приступ интернету                                             | 4966     |